# Moerom
Moerom (Russisch: Муром; Oudnoors: Moramar) is een stad in Rusland, behorend tot de Gouden Ring, ten oosten van Moskou in de oblast Vladimir. De stad ligt aan de rivier de Oka. Bij de volkstelling van 2002 had het 126.901 inwoners.
Moerom is al sinds 862 bekend als vestingstad en was van 1127 – 1392 hoofdstad van het vorstendom Moerom. Het speelde een rol in de vrijheidsstrijd van Rusland tegen de Gouden Horde.
De Russische held Ilja van Moerom (Russisch: Илья Муромец, Ilija Moeromets) komt uit deze stad. Hij was betrokken bij de belangrijkste slag van het grootvorstendom Moskou tegen het Mongoolse Juk. Ilja werd heilig verklaard door de Russisch-orthodoxe Kerk en speelt de hoofdrol in vele volksverhalen (de zogenaamde byliny, Russisch: былины), waarin hij een lid is van de Tafelronde van de heilige Vladimir van Kiev van het Kievse Rijk.

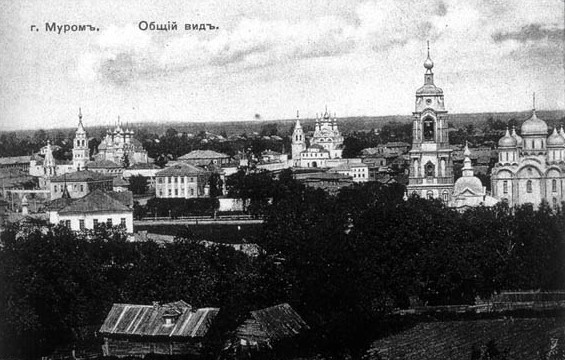
Het centrum van Moerom aan de Oka

## Geboren
- Sergej Prokoedin-Gorski (1863-1944), fotograaf
- Vladimir Zworykin (1889–1982), Russisch-Amerikaans uitvinder, ingenieur en pionier op het gebied van de televisietechnologie
- Jelena Jeranina (1995), schaatsster
- Ivan Jakimoesjkin (1996), langlaufer

Bestuurlijk centrum: Vladimir

Aleksandrov · Goes-Chroestalny · Gorochovets · Joerjev-Polski · Kamesjkovo · Karabanovo · Kirzjatsj · Koerlovo · Koltsjoegino · Kosterjovo · Kovrov · Lakinsk · Melenki · Moerom · Petoesjki · Pokrov · Radoezjny · Sobinka · Soedogda · Soezdal · Stroenino · Vjazniki
Aleksandrov · Bogoljoebovo · Gorochovets · Goes-Chroestalny · Ivanovo · Jaroslavl · Joerjev-Polski · Kaljazin · Kideksja · Kostroma · Moerom · Moskou · Oeglitsj · Palech · Pereslavl-Zalesski · Pljos · Rostov · Rybinsk · Sergiev Posad · Soezdal · Toetajev · Vladimir